# Alfa (serviço ferroviário)
O Alfa foi um serviço ferroviário da operadora Caminhos de Ferro Portugueses, que ligava Lisboa e Porto, em Portugal. Foi inaugurado na segunda metade da década de 1980, tendo sido substituído pelo serviço Alfa Pendular em 1999.

## Caracterização
Este serviço, que utilizava carruagens Corail rebocadas pelas locomotivas da Série 2600, ligava as cidades de Lisboa e Porto a uma velocidade máxima de 160 km/h.
Dispunha de carruagens de 1ª e 2ª classe, de grande conforto, insonorizadas e climatizadas. Contribuiu para elevar os serviços rápidos dos Caminhos de Ferro Portugueses ao nível dos outros países europeus.
Além disso era classificado de "Alta Qualidade", uma das vantagens era a prioridade que estes comboios exerciam sobre as outras circulações, o que reduzia a possibilidade de atraso.

## História
Entrou ao serviço na segunda metade da década de 1980, para substituir os comboios rápidos, que faziam o mesmo percurso.
Foi substituído em 1999 pelo serviço Alfa Pendular, assegurado pelas novas automotoras pendulares CPA 4000 dos Caminhos de Ferro Portugueses.